# Simon Depken den äldre

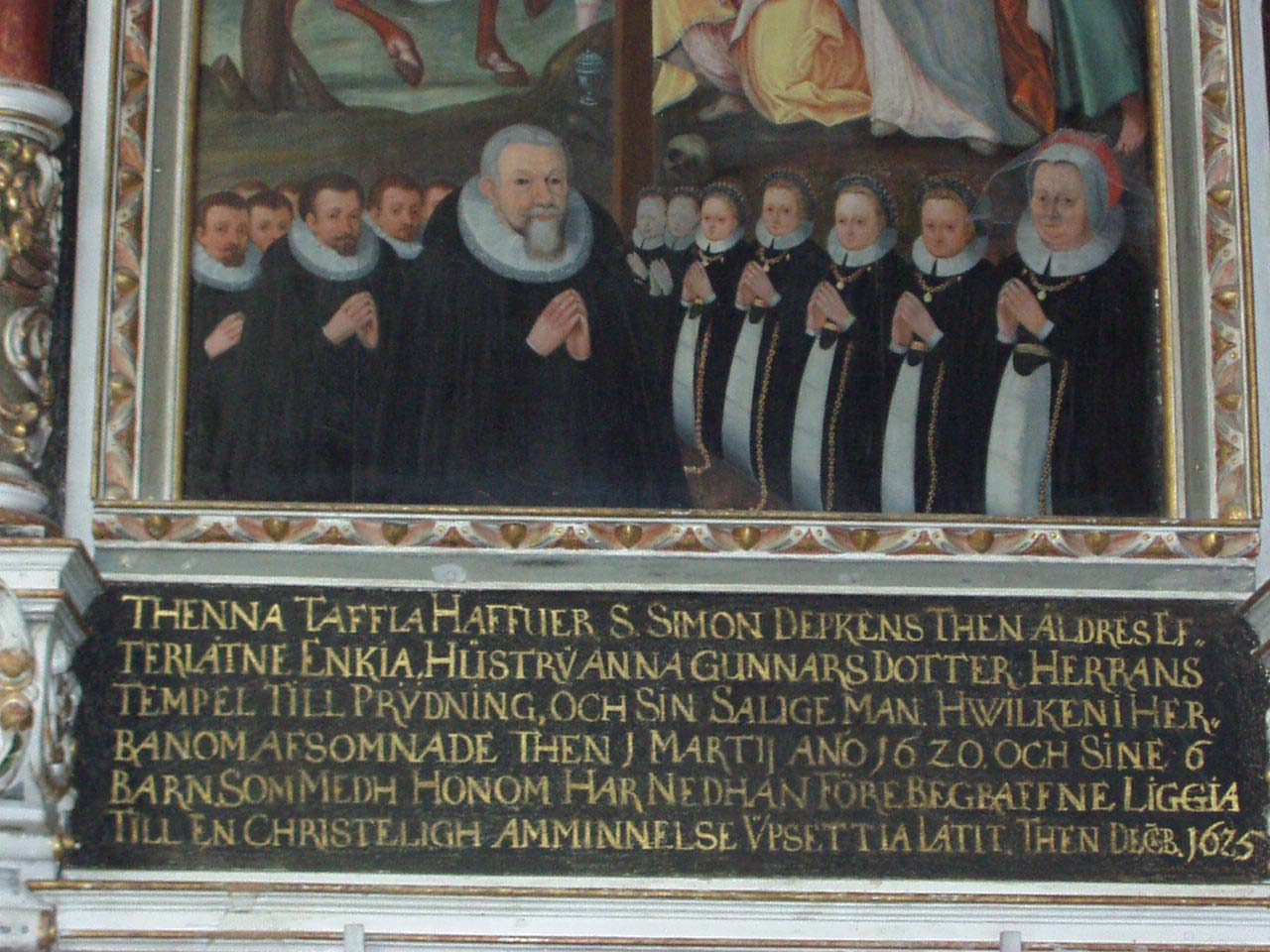
Familjen Depken, epitafium.

Simon Depken den äldre (Döpken), född omkring 1565 troligen i Tyskland, död 1 mars 1620, var borgare i Västerås, husägare i Stockholm, köpman, storfinansiär och en av Sveriges förmögnaste affärsmän under 1600-talets första två decennier. Han bedrev affärsversamhet i Stockholm och var den störste exportören av koppar och järn till Lübeck, Hamburg och Danzig. Han gifte sig 1585 med borgardottern Anna Gunnarsdotter från Västerås.
Depken bodde först i Stockholm och handlade med stångjärn enligt vågböckerna där. År 1581 flyttade han till Västerås och han handlade då mest med koppar. Han fungerade som kronans och kungafamiljens kontaktman. Kung Karl IX skrev i brev från Nyköping den 1 mars 1609:
"Vår trogne undersåte och borgare i Västerås, Simon Depken, har nu åter gjort tvenne växlar över till Tyskland, den ena på 6000 riksdaler den andra på 5000. Därför ska han nu få den koppar och det järn han 1608 fick invisning på. Vår bergöverste Carl Bonde och kamrerare Peder Buller ska draga med honom till Kopparberget där han tull- och växelfritt ska få utföra koppare”.
Simon förmedlade alltså utländska penninglån till kronan mot betalning i kronokoppar.
Simon Depkens bror skeppare Claus Döpke var 1609 inblandad i import av hästar och soldater från Tyskland. Brodern Simon var då redan rejält kopparförmögen i Västerås och Gamla Stan i Stockholm. I Sverige tog släkten namnet Depken. Skeppare Döpken var inte borgare i Lübeck men gissningsvis var hans bas Lübeck. Troligen härstammar släkten från Hannover. Claus Döpke var gift i Lübeck med Dorathia Randerss (han kan ha varit gift fler gånger). Claus Döpke ansvarade för koppartransporterna till Lübeck och hemtransporter av bland annat 500 hästar från Neustadt-Holstein. I Lübeck och Rostock förhandlade Claus Döpke med befälhavaren i Balitkum Philip Mansfeld, amiralen Jacob Gottbergh, blivande riksrådet Henrik Horn och borgmästaren i Reval Berend von Gertten.
Simon Depken och Anna bodde i Västerås. De hade sju söner och sex döttrar men flera av barnen avled före föräldrarna. Bland barnen märks Simon Depken den yngre och Claes Depken (död 1634). Simon Depken den äldre avled den 1 mars 1620 och Anna Gunnarsdotter 1626. De ligger begravna i Västerås domkyrka. Familjen hedrades med ett epitafium i domkyrkan.

### Fotnoter
1. 1 2  Simon  Depken d.ä. (Döpke[n)], Svenskt biografiskt lexikon, Svenskt Biografiskt Lexikon-ID: 17469, läs online.[källa från Wikidata]
2. ↑  enl Biographica von Gertten RA